# 고흥대서중학교
고흥대서중학교(高興大西中學校)는 대한민국 전라남도 고흥군 대서면 화산리에 있는 사립 중학교이다.

## 학교 연혁
- 1962년 6월 12일 : 대서 고등공민학교 설립
- 1970년 7월 29일 : 학교법인 대서학원 설립
- 1971년 1월 29일 : 고흥대서중학교 설립
- 1971년 3월 1일 : 초대 정병용 교장 취임
- 2022년 9월 1일 : 제5대 조은미 교장 취임
- 2025년 1월 6일 : 제62회 졸업식(8명) 총 졸업생 6,319명
- 2025년 3월 4일 : 2025학년도 신입생 입학(15명)

## 참고 자료
- 고흥대서중학교 - 한국교육학술정보원 학교알리미